# Myria
Myria (ma) ist ein Vorsatz für Maßeinheiten, der früher verwendet wurde, um einen Faktor von 104 zu bezeichnen, also ein Zehntausendfaches. Der entsprechende Vorsatz für das 10−4‑fache ist dimi (dm).
Der Name des Vorsatzes ist abgeleitet vom griechischen Zahlwort μύριοι (mýrioi), das sowohl zehntausend als auch „unbestimmt große Anzahl“ bedeutet. Im deutschen Sprachgebrauch hat sich dies unter dem Begriff Myriaden erhalten. Der Einheitenfaktor wurde im Jahre 1793 in Frankreich beschlossen, wurde jedoch bei der Einführung des SI-Systems auf der 11. CGPM im Jahre 1960 nicht übernommen.